# Bouillancy
Bouillancy é uma comuna francesa na região administrativa de Altos da França, no departamento de Oise. Estende-se por uma área de 13,59 km². Em 2010 a comuna tinha 401 habitantes (densidade: 29,5 hab./km²).